# Siamion Siamionau
Siamion Siamionau (ros. Семён Семёнов; ur. 10 lipca 1982) – białoruski zapaśnik walczący w stylu wolnym. Brązowy medalista akademickich MŚ w 2004. Trzynasty i piętnasty w Pucharze Świata w 2013 roku.